# Grande Vale do Rifte
O Grande Vale do Rifte, também conhecido como Vale da Grande Fenda ou somente como Vale do Rifte, é um complexo de placas tectônicas criado há cerca de 35 milhões de anos com a separação das placas tectônicas africanas e arábicas, um rifte. Esta estrutura estende-se no sentido norte-sul por cerca de 3000 km, desde o norte da Síria até ao centro de Moçambique, com uma largura que varia entre 30 e 100 km e, em profundidade, de algumas centenas a milhares de metros.
A secção norte forma o vale do rio Jordão, que corre para sul por meio do mar da Galileia até ao mar Morto. O Vale do Rifte continua para sul, através do Arava, golfo de Acaba e mar Vermelho. Na desembocadura sul do mar Vermelho, o Rifte tem uma bifurcação, formando o Triângulo de Afar (a rosa mais escuro no mapa abaixo): o golfo de Adem, para leste, corresponde à divisão entre a península da Arábia e África e continua como parte da cordilheira Central do oceano Índico; o outro ramo segue para sudoeste através do Jibuti, para formar o Vale do Rifte Oriental, que abrange a Etiópia, o Quénia, a Tanzânia, o lago Niassa e o rio Chire, terminando no Zambeze.

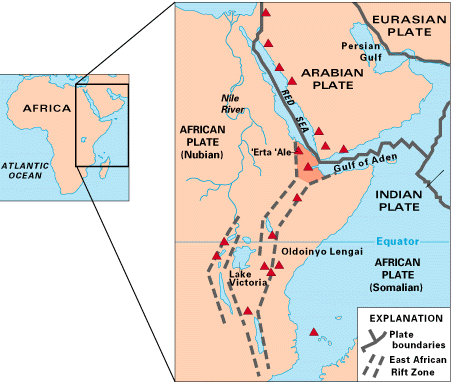
O vale do Rifte e o Triângulo de Afar (em rosa escuro)

Na Tanzânia, pouco a norte do lago Niassa, o vale divide-se mais uma vez, com um ramo que segue para noroeste e depois para norte, formando o lago Tanganica, que faz a fronteira entre a República Democrática do Congo, a Tanzânia e o Burundi, a seguir lago Quivu, que separa o Ruanda do Congo, os lagos Eduardo e Alberto, com uma das nascentes do rio Nilo, que o separam do Uganda e que é chamado Rifte Ocidental ou Albertino, onde se encontra a maioria dos grandes lagos Africanos, já mencionados. O lago Vitória encontra-se entre os dois ramos do vale do Rifte.
Os rebordos do vale do Rifte são formados por cordilheiras onde se encontram os pontos mais altos do continente, incluindo os montes Virunga, Mitumba e Ruvenzori. Muitos dos seus picos têm (ou tiveram no passado) atividade vulcânica, como os montes Quilimanjaro, Quénia, Karisimbi, Niaragongo, Meru e Elgon, assim como as Terras Altas da Cratera (ou Crater Highlands) na Tanzânia. O vulcão Ol Doinyo Lengai continua activo, sendo o único vulcão de natrocarbonatite no mundo. Outra zona vulcânica extremamente ativa é o Triângulo de Afar, no Djibuti.
No Quénia, o vale é mais profundo a norte de Nairóbi, e exibe lagos pouco profundos mas com elevado conteúdo mineral. Por exemplo, o lago Magadi é quase soda sólida (carbonato de sódio) e os lagos Elmenteita, Baringo, Bogoria e Nakuru são todos extremamente alcalinos; o lago Naivasha tem fontes de água doce, o que lhe permite ter uma elevada biodiversidade.
A parte final do vale junta-se formando o lago Niassa, um dos mais profundos do mundo, alcançando os 706 metros de profundidade. O lago separa o Maláui da província moçambicana do Niassa e logo chega no vale do rio Zambeze, onde o vale do Rifte termina.
Continuando a separação das placas, dentro de alguns milhões de anos, a África Oriental será inundada pelo oceano Índico e formar-se-á uma grande ilha com a região leste da costa de África.
No vale do Rifte têm-se depositado, ao longo dos anos, sedimentos provenientes da erosão das suas margens e este ambiente é propício à conservação de despojos orgânicos. Por essa razão, tiveram aqui lugar importantes descobertas antropológicas, especialmente em Piedmont, no Quénia, onde foram encontrados os ossos de vários hominídeos, que se pensa serem antepassados do homem actual. O achado mais importante, de Donald Johanson, foi um esqueleto quase completo de um australopitecíneo, que foi chamado "Lucy"; Richard e Maeve Leakey têm também trabalhado nesta região.

## UNESCO
A UNESCO inscreveu o Sistema de lagos do Quénia no Grande Vale do Rifte como Patrimônio Mundial por "ser uma bela paisagem, que compreende três lagos interligados (Lagos Bogoria, Nakuru e Elementaita). Lar de 13 espécies de pássaros ameaçados e uma das áreas com mais diversidades de pássaros no mundo."